# Hartmannstraße 20 (Bad Kissingen)

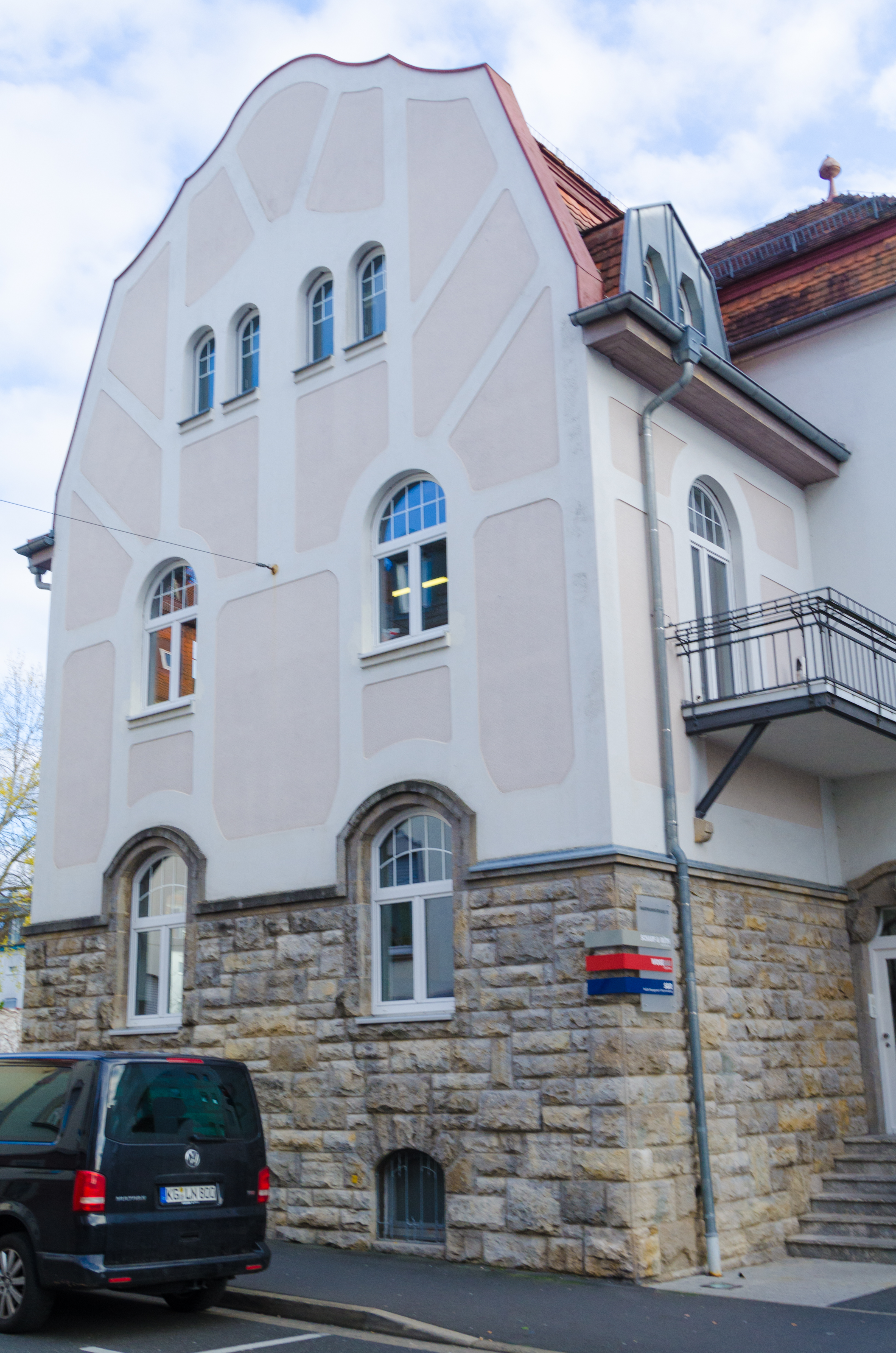
Hartmannstraße 20 in Bad Kissingen

Das Anwesen in der Hartmannstraße 20 in der Hartmannstraße in Bad Kissingen, der Großen Kreisstadt des unterfränkischen Landkreises Bad Kissingen, gehört zu den Bad Kissinger Baudenkmälern und ist unter der Nummer D-6-72-114-295 in der Bayerischen Denkmalliste registriert.

## Geschichte
Das Wohngebäude wurde um das Jahr 1905 vom Bad Kissinger Architekten Carl Krampf im Jugendstil errichtet. Bei dem Anwesen handelt es sich um einen zweigeschossigen Mansarddachbau mit Hausteinsockel, Putzgliederung sowie geschweiftem Giebel. Als Gegengewicht zu den für die Gründerzeit typischen ausgiebigen Dekorationen setzt dieses Anwesen stärker auf skulpturale Großformen und geometrisierendes Flächenornament.